# Francesc de Berardo i Espuny
Francesc de Berardo i Espuny (Barcelona, s. XVII - Viena - 1714) marquès de Montnegre. Aristòcrata i diplomàtic català partidari de la Casa d'Àustria durant la Guerra de Successió Espanyola, va ser ambaixador dels Tres Comuns a Viena durant la Guerra dels catalans (1713-1714).
Va estar implicat en la conjura austriacista de 1704 i va participar en les Corts de Catalunya celebrades per Carles d'Àustria el 1705. Va defensar Barcelona durant el setge borbònic de 1706 i va acompanyar al pretendent austríac durant l'ofensiva de 1710 que va culminar amb l'ocupació militar de Toledo i Madrid; l'any següent Carles d'Àustria el va nomenar marquès de Montnegre. El 1713, durant la negociació del Tractat d'Utrecht, va ser ambaixador de Tres Comuns de Catalunya a Londres fins que va ser substituït pel marquès de Vilallonga, passant després a Viena on va morir a finals de 1714.